# 纳格达
纳格达（Nagda），是印度中央邦Ujjain县的一个城镇。总人口96525（2001年）。

## 人口
该地2001年总人口96525人，其中男性50306人，女性46219人；0—6岁人口13401人，其中男7065人，女6336人；识字率69.17%，其中男性为77.33%，女性为60.28%。